# 7人制ラグビー女子ニュージーランド代表
7人制ラグビー女子ニュージーランド代表（英語: New Zealand women's national rugby sevens team）は、国際大会に派遣される7人制ラグビーの女子ニュージーランド代表チームである。愛称は「ブラックファーンズセブンズ (Black Ferns Sevens)」。
ワールドラグビーセブンズシリーズ・ラグビーワールドカップセブンズなどに出場している。

## 歴史
2012年からワールドラグビーセブンズシリーズに参加。そこからシーズン総合3連覇。
その後2016リオ五輪では銀メダルを獲得。さらに2018年のラグビーワールドカップセブンズでは2連覇を達成した。
そして2020東京五輪では決勝で7人制女子フランス代表を破って金メダル。さらに2024パリ五輪では決勝で7人制女子カナダ代表を破って金メダル。

## 成績

### 夏季オリンピック
| 年   | ラウンド  | 順位 | 試 | 勝 | 負 | 分 |
| ---- | --------- | ---- | -- | -- | -- | -- |
| 2016 | 準優勝    | 2    | 6  | 5  | 1  | 0  |
| 2020 | 優勝      | 1    | 6  | 6  | 0  | 0  |
| 2024 | 優勝      | 1    | 6  | 6  | 0  | 0  |
| 計   | 優勝 2 回 | 3/3  | 18 | 17 | 1  | 0  |

### ワールドカップ
| 年   | ラウンド | 順位 | 試 | 勝 | 負 | 分 |
| ---- | -------- | ---- | -- | -- | -- | -- |
| 2009 | 準優勝   | 2    | 6  | 5  | 1  | 0  |
| 2013 | 優勝     | 1    | 6  | 6  | 0  | 0  |
| 2018 | 優勝     | 1    | 4  | 4  | 0  | 0  |
| 2022 | 準優勝   | 2    | 4  | 3  | 1  | 0  |
| 計   | 優勝 2回 | 4/4  | 20 | 18 | 2  | 0  |

### ワールドセブンズシリーズ
- 2012 - 2013シーズン - 1位
- 2013 - 2014シーズン - 1位
- 2014 - 2015シーズン - 1位
- 2015 - 2016シーズン - 2位
- 2016 - 2017シーズン - 1位
- 2017 - 2018シーズン - 2位
- 2018 - 2019シーズン - 1位
- 2019 - 2020シーズン - 1位
- 2021 - 2022シーズン - 5位
- 2022 - 2023シーズン - 1位
- 2023 - 2024シーズン - 3位

## 直近大会の代表スコッド
パリ2024五輪女子ニュージーランド代表選手
太字はキャプテン
1. ミカエラ・ブライド
2. ジャスミン・フェリックス＝ホーサム
3. サラ・ヒリニ
4. タイラ・ネイサン・ウォン
5. ジョージャ・ミラー
6. マナイア・ヌク
7. マヒナ・ポール
8. リサレアーナ・プーリー＝ラネ
9. アレナ・サイリー
10. テリーサ・フィッツパトリック
11. ステイシー・フルーレー
12. ポーシャ・ウッドマン